# Голгофа (роман Мирбо)
Голгофа  (фр. Le Calvaire) — автобиографический роман французского писателя Октава Мирбо, опубликованный 23 ноября 1886 года издательством «Ollendorff», после того как сокращенный вариант появился в «New Journal» Жюльетты Адам.
История рассказана от первого лица главного героя.